# قوما (مقاطعة بيشان)
قوما (Guma)، (بالأويغورية: گۇما بازىرى, Гома)‏، والمعروفة أيضًا باسم بيشان (Pishan Town)، هي واحة ومدينة قديمة على طريق القوافل الرئيسي بين خوتان وقاغليليق، في زمن سلالة هان الحاكمة، يبدأ منها الطريق الذاهب إلى «أراكوسيا» (Arachosia) (قندهار) من خلال هنزه. وهي تقع في صحراء تكلامكانفي منطقة سنجان أويغور المتمتعة بالحكم الذاتي في جمهورية الصين الشعبية، على بعد حوالي 158 كم جنوب شرق كاشغر في شينجيانغ الحديثة، الصين الصين.
```
[3]
```

يذكر كتاب هان (الذي يصف الأحداث حتى 23 م) أنه كان بها 500 أسرة و 3500 فرد و 500 شخص قادرون على حمل السلاح. كانت مركزًا مهمًا للقوافل المتجهة جنوبًا إلى الهند عبر طريق قراقورم أو عبر جبال بامير إلى جلال آبادأو بدخشان.
اليوم، بيشان هي بلدة صغيرة فقيرة إلى حد ما يبلغ عدد سكانها 2000 نسمة. المحصول الرئيسي هو القطن. معظم السكان من الأويغور وهناك بعض الطاجيك.

## مواصلات
يخدم بيشان طريق الصين السريع الوطني 315 وخط سكة حديد كاشغر-هوتان.